# Scott Pilgrim
Scott Pilgrim är en bokserie, skapad och tecknad av Bryan Lee O'Malley, bestående av sex stycken serieromaner som handlar om den kanadensiske musikaliske slöfocken Scott Pilgrim som måste slåss mot sin amerikanska flickväns sju onda ex-förhållanden för att kunna vinna hennes hjärta. Böckerna ges ut av bokförlaget Oni Press.
Bokserien har filmatiserats under regi av Edgar Wright i Scott Pilgrim vs. the World från 2010 med Michael Cera i rollen som Scott. Samma år släppte Ubisoft TV-spelet Scott Pilgrim vs. the World: The Game till Playstation Network och Xbox Live Arcade.

## Böcker
| Boktitel                             | Utgivning                                    | ISBN-nummer                                              |
| ------------------------------------ | -------------------------------------------- | -------------------------------------------------------- |
| Scott Pilgrim's Precious Little Life | 18 augusti 2004 8 augusti 2012 (inbunden)    | ISBN 978-1-932664-08-9 ISBN 978-1-62010-000-4 (inbunden) |
| Scott Pilgrim vs. The World          | 15 juni 2005 7 november 2012 (inbunden)      | ISBN 978-1-932664-12-6 ISBN 978-1-62010-001-1 (inbunden) |
| Scott Pilgrim & The Infinite Sadness | 24 maj 2006 22 maj 2013 (inbunden)           | ISBN 978-1-932664-22-5 ISBN 978-1-62010-002-8 (inbunden) |
| Scott Pilgrim Gets It Together       | 14 november 2007 13 november 2013 (inbunden) | ISBN 978-1-932664-49-2 ISBN 978-1-62010-003-5 (inbunden) |
| Scott Pilgrim vs. The Universe       | 4 februari 2009                              | ISBN 978-1-934964-10-1                                   |
| Scott Pilgrim's Finest Hour          | 20 juli 2010                                 | ISBN 978-1-934964-38-5                                   |